# つばさ (映画)
『つばさ』（Wings）とは1927年、パラマウント製作のアメリカ合衆国のサイレント映画であり、空中戦映画の先駆的な超大作として映画史上に名高い作品である。
1997年、米国連邦議会図書館がアメリカ国立フィルム登録簿に新規登録した作品の1本である。

## 概要
1920年代中頃からハリウッドでは航空機を扱った映画が隆盛の気配を見せ、第一次世界大戦における航空機の活躍をきっかけに航空熱が高まり技術の進捗と共に長距離飛行その他いろいろな試みが盛んになったという社会的な現象の反映であるが製作面からでも第一次世界大戦のパイロットたちの中には地方巡業の曲乗り飛行で生活する者も現れ、彼らを活用することで空中アクションの見せ場の撮影が充実したことが一因でもある。
『つばさ』は1927年8月13日にニューヨークでプレミア公開されたが、この年の5月リンドバーグが大西洋横断に成功し航空機熱はいやが上にも高まり、記録的な興行成績を挙げるに至った。

## あらすじ
米国に住む若者ジャック・パウエル（チャールズ・ロジャーズ）は、隣に住む娘メアリー・プレストン（クララ・ボウ）に愛されているのに都会から来たシルヴィア・ルイス（ジョビナ・ラルストン）にのぼせる。しかし、シルヴィアは有力者の息子デヴィッド・アームストロング（リチャード・アーレン）と愛し合っている。
やがて、第一次世界大戦に米国が参戦するやジャックとデヴィッドは航空隊に志願、ジャックは出発の時シルヴィアに会い彼女がデヴィッドに渡そうとする写真を自分にくれるものと勘違いして持ってきてしまう。見習いパイロットとして猛練習を受けた後、2人はフランス戦線に送られ暁の偵察で遭遇した敵機を撃破して初陣の功名をたて、名コンビとうたわれるようになる。巨大なゴーダ爆撃機を襲撃したときはデヴィッドが護衛の戦闘機を引きつけている間にジャックがゴーダ爆撃機に迫るというチームプレーを成功させフランス政府から勲章を授与され、休暇を得てパリで遊ぶ。
パリで2人は酒場で羽目を外してジャックは街の女・セレスト（アルレット・マルシェル）に引っかかりそうになったりMPに捕まりかけたりするが、女子部隊の運転手としてパリへ来ていたメアリーに連れ出される。
休暇を終えた2人は、連合軍の総攻撃に先立って敵の偵察用大型気球2個を打ち落とす任務が与えられる。しかし出発の前、シルヴィアの写真がきっかけでジャックはデヴィットが彼女に恋をしていると誤解し、すっかり興奮したため目標の気球に向かう途中、敵の戦闘機4機に気づかずデヴィッドはひとりでこの4機と渡り合い2機を撃墜するが自身も被弾して河へ不時着する。2個の大型気球を破壊したジャックはデヴィッドの機影が見当たらず愕然となり、夜もすがら彼の帰りを待つがデヴィッドは遂に現れない。
復讐の一念に燃えるジャックは暁の総攻撃開始と共に飛び立ち、阿修羅のごとく猛然と暴れ回る。一方、片腕に負傷しただけのデヴィッドは敵の陣地を彷徨ううちに敵の飛行場を発見し1機を奪って帰還の途につく。しかしジャックの機と遭遇し敵機と間違えられ、猛攻を受け瀕死の重傷を負い、親友の腕の中で死んでいく。
こうして凱旋帰国の日、真っ先にジャックはデヴィッドの両親を訪れるが彼らの心痛のため髪の毛には白いものが混じっている。そして、ようやくメアリーの愛を悟った彼はやさしく出迎えた彼女と抱き合うのであった。

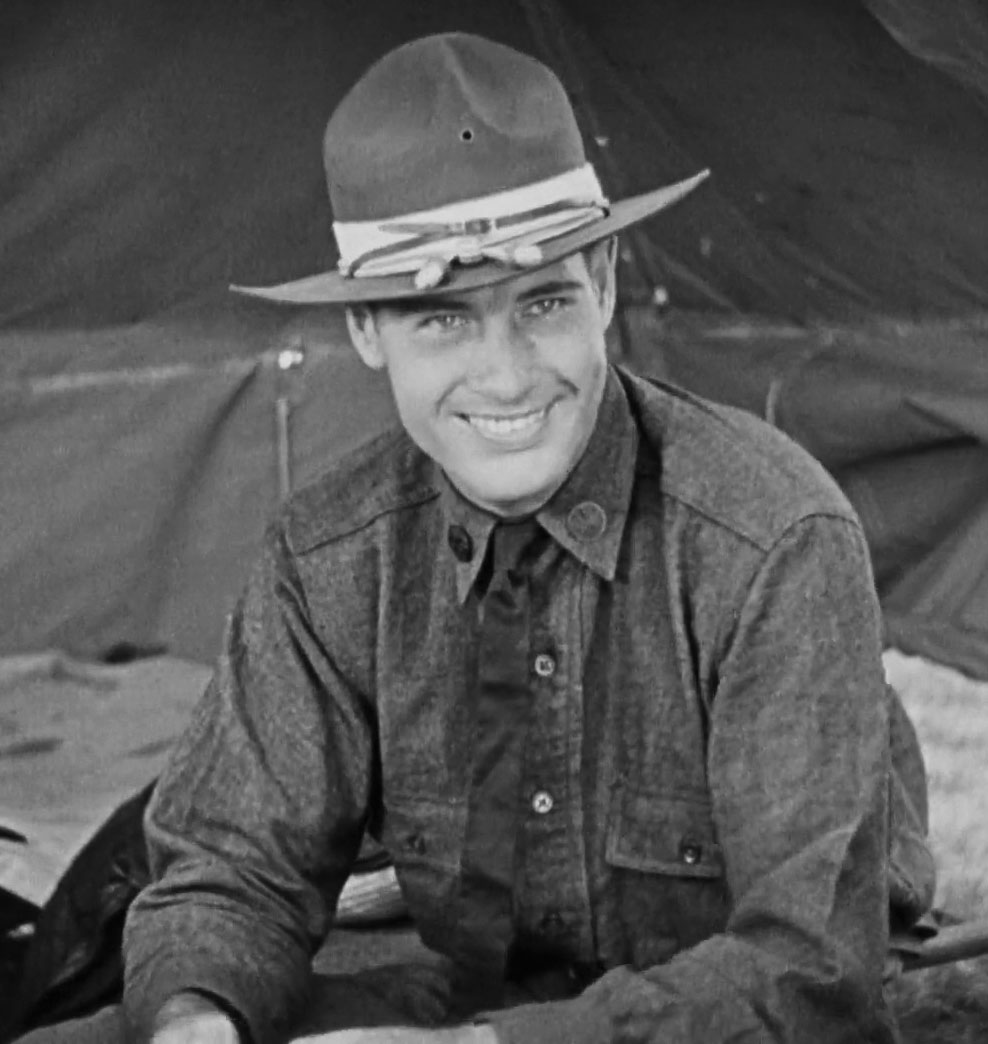
デヴィッド（リチャード・アーレン）
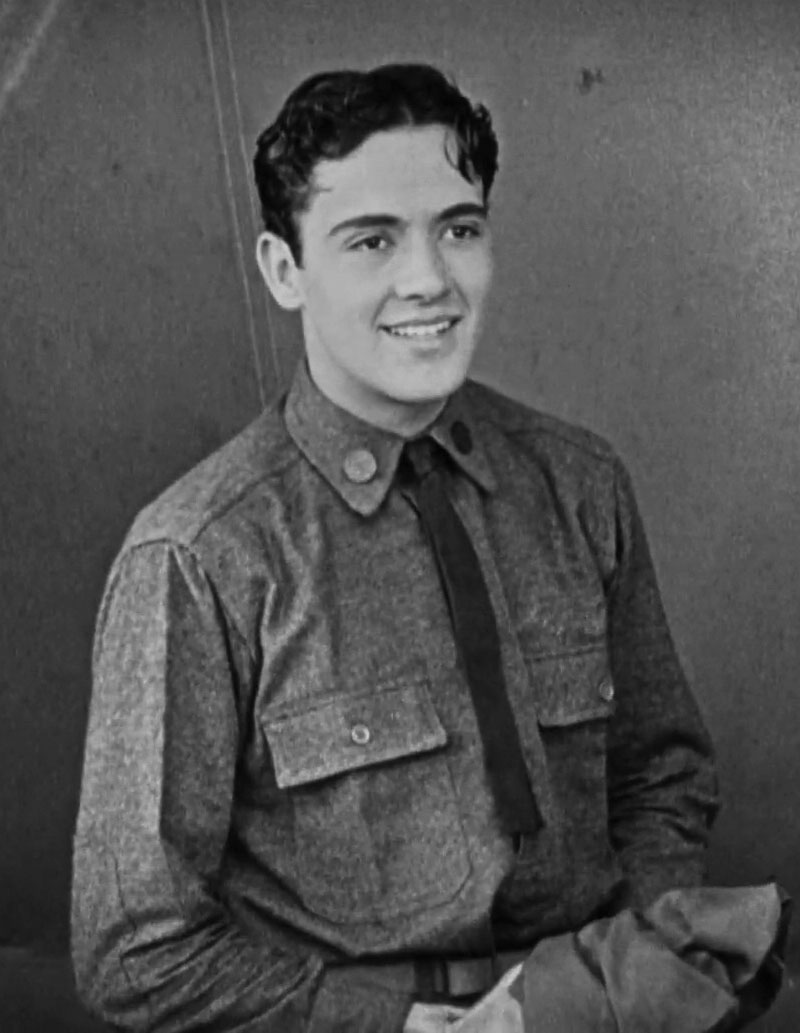
パウエル（チャールズ・ロジャーズ）
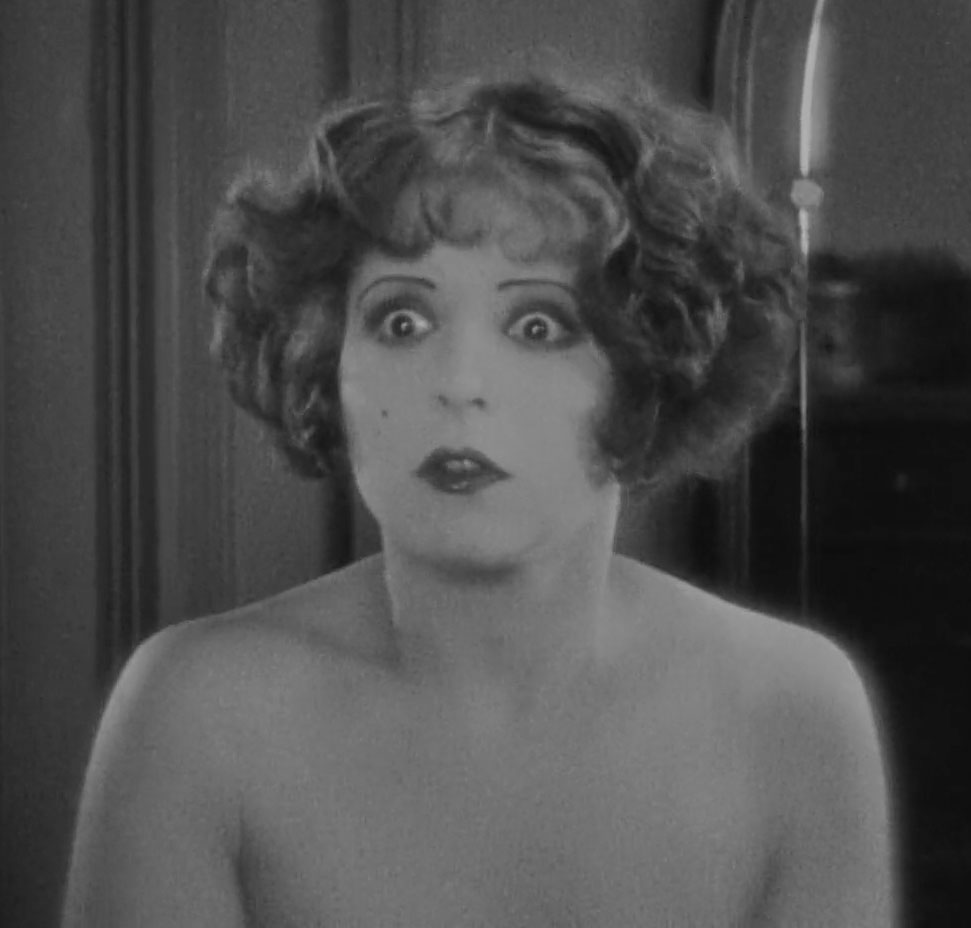
メアリー（クララ・ボウ）

## 製作
原作はジョン・モンク・サウンダース（ちなみに彼の妻はフェイ・レイであった）。米国陸軍航空隊航空学校の出身で戦後は新聞記者を経て作家になり、パラマウントに出入りするうちにこの原作が採用された。以後、航空映画の原作者（『空行かば』（1928）、『暁の偵察』（1930）、『最後の偵察』（1931)など）として活躍するが会社がこの原作を買ったのは空中戦をはじめとして大々的にスクリーン上に展開するという企画にふさわしい内容だったからだと言われている。
監督にはパラマウントで都会的な秀作の小品を連発していたウィリアム・A・ウェルマンが起用された。他に航空関係の監督が同社にいなかったためだと言われている。ウェルマンは第一次世界大戦のヨーロッパで米国の志願者だけで編成されたラファイエット空軍に参加し、活躍した経歴を持っていたのである。
パウエル役のチャールズ・ロジャーズとデヴィッド役のリチャード・アーレン（彼自身も第一次世界大戦中実戦パイロットであった）は当時のパラマウントの2枚目役者であった。またボウは当時のいわゆるモダン・ガールで売り出し、後の『あれ』（1927）では"it"ガールと呼ばれる位、セクシュアルで一大センセーショナルを生み出したパラマウントを代表する女優の1人になった。またエキストラ出身のゲイリー・クーパーが見習い飛行士の1人として非常に印象的な1シーンに登場し、この作品の後には航空映画で大いに売り出されることになる。
。

## 撮影
この映画での空中戦のシーンをはじめ飛行場や戦場の場面はテキサス州サンアントニオ、カリフォルニア州クリシー飛行場など4カ所で撮影された。撮影監督は第一次世界大戦当時のパイロットで航空撮影に豊かな経験を持つハリー・ペリーで、当時高価だった21台のカメラを動員し迫力あふれる空中戦場面を撮影した。その激闘の場面は敵と味方の飛行機の動きを設計するのに苦労し実際に死傷者まで出したと伝えられているが、ウェルマンの実戦経験がここで生かされた。また役者はスタントマン抜きで飛行機を実際に始動させ、カメラも役者自身で回したという。
地上戦の撮影にも様々な苦労があったと伝えられる。その中でも最大の見せ場の1つになるサンミエールの激戦はサンアントニオで撮影されたが視野を広げるため高さ75フィート（約20m）の足場を配置し、その上に15台のカメラを設置してウェルマンはその足場の1つから指示したという。

## 公開
完成された作品はまず撮影の本拠地であったサンアントニオで特別に試写され、その後ニューヨークで公開された。映写には「マグナスコープ」が取り入れられ、空中戦場面の迫力を倍増させた。これは前年作品『戦艦くろがね号』のスペクタル・シーンにも用いられたもので、その場面になるとスタンダードサイズ（画面比1:1.37）のスクリーンが横方向に約2倍のサイズに広がるのである。「つばさ」では飛行機が離陸しようとエンジンが始動しはじめをきっかけにスクリーンが広がるという趣向で観客の興奮を誘ったが、これは現在のワイドスクリーンの先駆的な作品だと考えられている。また画面全体に色彩を施した（染色した）場面もあり、当時の観客はこれらの迫力に驚いたという。

## 受賞
第1回アカデミー賞において最優秀作品賞と技術効果賞（当時）を初めて受賞したサイレント映画であり、『グランド・ホテル』（1932）、『ドライビング Miss デイジー』（1989）、『アルゴ』（2012）、『グリーンブック』（2018年）『コーダ あいのうた』（2021年）と並び作品賞をもらいながら最優秀監督賞にはノミネートされなかった6本中の1本である。85年後に『アーティスト』がアカデミー作品賞を受賞するまで、同賞を受賞した唯一のサイレント映画でもあった。（全編サイレントとしては本作が唯一の受賞である。）
1928年度キネマ旬報優秀映画投票５位

## キャスト
- メアリー・プレストン - クララ・ボウ
- ジャック・パウエル - チャールズ・“バディ”・ロジャース
- デヴィッド・アームストロング - リチャード・アーレン
- シルヴィア・ルイス - ジョビナ・ラルストン
- ハーマン・シュウィンプフ - エル・ブレンデル
- ホワイト - ゲイリー・クーパー
- セレスト - アルレット・マルシャル

## スタッフ
- 監督：ウィリアム・A・ウェルマン
- 製作：ルシアン・ハバード
- 原作：ジョン・モンク・サウンダース
- 脚本：ホープ・ローリング 、ルイス・D・ライトン
- 撮影：ハリー・ペリー